# Adjay
Adjai o Ajaya (l'Invencible) és un riu que travessa els estats indis de Bihar, Jharkhand i Bengala Occidental. L'àrea de captació del riu Ajay és de 6.000 quilòmetres quadrats.
El riu Ajay té diversos afluents; el més gran és el riu Hinglo, que ve del nord-oest. Ha estat embassat a l'embassament de Sikatiya a l'estat de Jharkhand des de 2003.